# RRS Discovery
El RRS Discovery (Royal Research Ship Discovery) fue el último barco de madera de tres mástiles construido en el Reino Unido, y fue empleado por Robert Falcon Scott en sus viajes de exploración de la Antártida en 1901.

## Historia
La construcción del RRS Discovery comenzó en la ciudad escocesa de Dundee el 16 de marzo de 1900, y un año y cinco días después, el 21 de marzo de 1901, se produjo su botadura. Aunque contaba con motores de vapor, el Discovery dependía fundamentalmente de sus velas para propulsarse, ya que no disponía de capacidad para almacenar grandes cantidades de carbón
Su primera misión fue transportar a Robert Falcon Scott y Ernest Shackleton en su misión de exploración de la Antártida, que alcanzaron en enero de 1902. Tras dedicar unos meses a cartografiar las costas antárticas, el Discovery quedó atrapado en el hielo en el Estrecho de McMurdo, en la Isla de Ross durante dos años. En este tiempo, Scott y Shackleton establecieron que la Antártida era un continente, y resituaron el Polo Sur magnético. Además, alcanzaron una posición máxima hacia el sur de 82º12'. Una vez liberado del hielo por causas naturales ayudadas mediante explosivos, el Discovery emprendió el viaje de regreso, que completó en el puerto de Spithead el 10 de septiembre de 1904.
Tras esta primera expedición triunfal, el Discovery fue vendido a la Compañía de la Bahía de Hudson, que lo empleó como carguero entre Londres y la Bahía de Hudson, en Canadá hasta la Primera Guerra Mundial, en que se empleó para transportar municiones a Rusia. Concluida la guerra, volvió a emplearse como barco de carga para diversas compañías, pero pronto fue sobrepasado por embarcaciones más modernas, y a comienzos de los años 20 quedó destinado a labores de exploración.

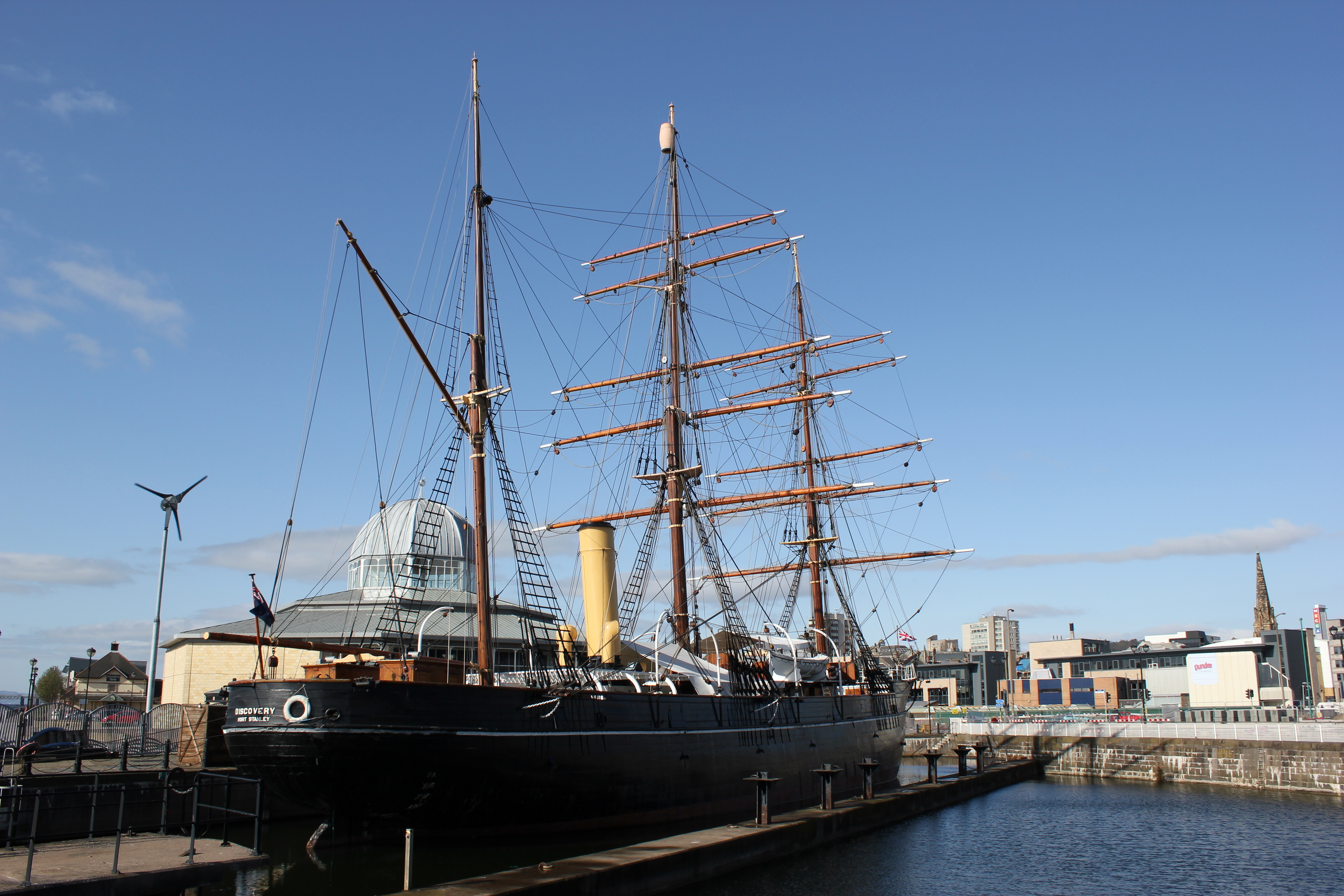
El Discovery en Dundee como buque museo

En 1923 el Discovery fue recomprado nuevamente para que sirviera a propósitos científicos, y así en 1925 partió para realizar investigaciones acerca de los movimientos migratorios de las ballenas. Posteriormente, el gobierno británico lo cedió a "Expedición Científica Antártica de Australia y Nueva Zelanda", para la que sirvió entre 1929 y 1931. Tras ella, gravemente dañado y anticuado, el Discovery quedó anclado en Londres y fue adquirido por la organización del "Patrimonio Marítimo" británico en 1979.
En 1985 fue finalmente adquirido por la "Fundación del Patrimonio de Dundee" Dundee Heritage Trust y trasladado a su ubicación actual en la bahía del Río Tay, en la ciudad de Dundee, donde actualmente es un punto de interés turístico.